# Большесундырское сельское поселение (Ядринский район)
Большесунды́рское се́льское поселе́ние (чув. Мăн Сĕнтĕр ял тăрăхĕ) — муниципальное образование в Ядринском районе Чувашии Российской Федерации.
Административный центр — село Большой Сундырь.

## История
Статус и границы сельского поселения установлены Законом Чувашской Республики от 24 ноября 2004 года № 37 «Об установлении границ муниципальных образований Чувашской Республики и наделении их статусом городского, сельского поселения, муниципального района и городского округа».

## Население
| 2010 | 2012  | 2013 | 2014 | 2015 | 2016 | 2017 |
| ---- | ----- | ---- | ---- | ---- | ---- | ---- |
| 1032 | ↘1013 | ↘976 | ↘965 | ↘940 | ↘909 | ↘872 |
| 2018 | 2019  | 2020 | 2021 |      |      |      |
| ↘846 | ↘815  | ↘803 | ↘763 |      |      |      |

## Состав сельского поселения
| №  | Населённый пункт   | Тип населённого пункта       | Население |
| -- | ------------------ | ---------------------------- | --------- |
| 1  | Большой Сундырь    | село, административный центр | ↗382      |
| 2  | Выселок № 1        | деревня                      | →19       |
| 3  | Выселок № 2        | деревня                      | ↗11       |
| 4  | Егоркино           | деревня                      | ↗46       |
| 5  | Ильина Гора        | село                         | ↗123      |
| 6  | Канаш              | деревня                      | ↘45       |
| 7  | Малое Кумаркино    | деревня                      | ↗129      |
| 8  | Малые Четаи        | деревня                      | ↗105      |
| 9  | Малый Сундырь      | деревня                      | ↗33       |
| 10 | Новая Екатериновка | деревня                      | ↗78       |
| 11 | Талой              | деревня                      | ↗255      |